# Zara Kramžar
Zara Kramžar (10 gennaio 2006) è una calciatrice slovena, centrocampista del Como, in prestito dalla Roma, e della nazionale slovena.

## Caratteristiche tecniche
È una centrocampista impiegata principalmente sulla trequarti o come ala, ma capace di giocare in quasi tutti i ruoli in mezzo al campo. Forte fisicamente, ambidestra e dotata di ottime doti tecniche, ha dimostrato notevoli capacità nel controllo di palla, anche in progressione, e nel dribbling, oltre a un buon fiuto del gol e ad ottime qualità di leadership.
Per le sue caratteristiche, è stata paragonata a Christine Sinclair.

## Carriera

### Club
Kramžar inizia l'attività agonistica a cinque anni, giocando per diversi anni nelle formazioni miste di una scuola calcio locale. Nel gennaio del 2022, appena sedicenne, firma il suo primo contratto con il Lubiana, squadra militante nella massima serie del campionato femminile sloveno. Dopo essersi messa in mostra nonostante la giovane età, attira l'attenzione di diverse squadre europee, sostenendo anche un provino con il Benfica.
Il 14 agosto 2022 Kramžar viene ingaggiata a titolo definitivo dalla Roma, in Serie A, con cui firma un contratto biennale. Fa quindi il suo esordio in maglia giallorossa il 24 settembre 2022, a 16 anni, subentrando ad Andressa Alves negli ultimi minuti della partita di campionato contro la Fiorentina, vinta per 2-1. Nell'occasione, diventa la prima giocatrice nata nel 2006 a disputare un incontro della massima serie italiana. Cinque giorni dopo, il 29 settembre, debutta anche in UEFA Women's Champions League nella gara di ritorno dei preliminari contro lo Sparta Praga, vinta per 4-1 dalla Roma. Il 14 gennaio 2023, invece, segna il suo primo gol in campionato, nella vittoriosa trasferta in casa della Fiorentina (1-7). Il 25 gennaio seguente segna la sua prima doppietta fra le professioniste, contribuendo alla vittoria per 8-1 sul Pomigliano in Coppa Italia. Infine, il 26 febbraio, decide la sfida di campionato contro la Sampdoria, segnando l'unico gol della gara a cinque minuti dal suo ingresso in campo. Al termine della stagione, contribuisce alla vittoria del primo titolo nazionale nella storia della Roma, nonché al quarto titolo consecutivo della squadra Primavera.
Nel novembre del 2023 Kramžar riceve il "Trofeo Promesa", premio assegnato dal quotidiano sportivo Mundo Deportivo alla miglior promessa del calcio femminile internazionale. Lungo la stagione 2023-2024 contribuisce alla vittoria del secondo campionato consecutivo da parte della Roma, nonché al nuovo successo in Coppa Italia.
Il 14 agosto 2024, viene ceduta in prestito per una stagione al Como, sempre in Serie A. Il 16 luglio 2025, viene annunciato il rinnovo del suo prestito al club lariano per un'ulteriore annata.

### Nazionale
Kramžar ha rappresentato la nazionale under 17 slovena, per poi fare il suo esordio con la nazionale maggiore il 12 novembre 2022, scendendo in campo nei minuti finali dell'amichevole contro il Kosovo: nell'occasione, ha anche segnato la sua prima rete per la Slovenia, contribuendo così alla vittoria per 3-1.

## Statistiche

### Presenze e reti nei club
Statistiche aggiornate all'11 maggio 2025.
| Stagione        | Squadra         | Campionato      | Campionato | Campionato | Coppe nazionali | Coppe nazionali | Coppe nazionali | Coppe internazionali | Coppe internazionali | Coppe internazionali | Altre coppe | Altre coppe | Altre coppe | Totale | Totale |
| Stagione        | Squadra         | Comp            | Pres       | Reti       | Comp            | Pres            | Reti            | Comp                 | Pres                 | Reti                 | Comp        | Pres        | Reti        | Pres   | Reti   |
| --------------- | --------------- | --------------- | ---------- | ---------- | --------------- | --------------- | --------------- | -------------------- | -------------------- | -------------------- | ----------- | ----------- | ----------- | ------ | ------ |
| gen.-giu. 2022  | Lubiana         | 1.ŽNL           | ?          | ?          | CS              | ?               | ?               | -                    | -                    | -                    |             | -           | -           | ?      | ?      |
| 2022-2023       | Roma            | A               | 12         | 2          | CI              | 3               | 2               | UWCL                 | 3                    | 0                    | SI          | -           | -           | 18     | 4      |
| 2023-2024       | Roma            | A               | 7          | 1          | CI              | 3               | 4               | UWCL                 | 3                    | 0                    | SI          | 0           | 0           | 13     | 5      |
| Totale Roma     | Totale Roma     | Totale Roma     | 19         | 3          |                 | 6               | 6               |                      | 6                    | 0                    |             | -           | -           | 31     | 9      |
| 2024-2025       | Como            | A               | 19         | 6          | CI              | 0               | 0               |                      | -                    | -                    |             | -           | -           | 19     | 6      |
| Totale carriera | Totale carriera | Totale carriera | 38         | 9          |                 | 6               | 6               |                      | 6                    | 0                    |             | -           | -           | 50     | 15     |

### Cronologia presenze e reti in nazionale
| Cronologia completa delle presenze e delle reti in nazionale ― Slovenia | Cronologia completa delle presenze e delle reti in nazionale ― Slovenia | Cronologia completa delle presenze e delle reti in nazionale ― Slovenia | Cronologia completa delle presenze e delle reti in nazionale ― Slovenia | Cronologia completa delle presenze e delle reti in nazionale ― Slovenia | Cronologia completa delle presenze e delle reti in nazionale ― Slovenia | Cronologia completa delle presenze e delle reti in nazionale ― Slovenia | Cronologia completa delle presenze e delle reti in nazionale ― Slovenia |
| Data                                                                    | Città                                                                   | In casa                                                                 | Risultato                                                               | Ospiti                                                                  | Competizione                                                            | Reti                                                                    | Note                                                                    |
| ----------------------------------------------------------------------- | ----------------------------------------------------------------------- | ----------------------------------------------------------------------- | ----------------------------------------------------------------------- | ----------------------------------------------------------------------- | ----------------------------------------------------------------------- | ----------------------------------------------------------------------- | ----------------------------------------------------------------------- |
| 12-11-2022                                                              | Capodistria                                                             | Slovenia                                                                | 3 – 1                                                                   | Kosovo                                                                  | Amichevole                                                              | 1                                                                       | 88’                                                                     |
| 4-4-2023                                                                | Kranj                                                                   | Slovenia                                                                | 1 – 1                                                                   | Romania                                                                 | Amichevole                                                              | -                                                                       | 64’                                                                     |
| 12-4-2023                                                               | Lovanio                                                                 | Belgio                                                                  | 2 – 2                                                                   | Slovenia                                                                | Amichevole                                                              | 1                                                                       | 70’                                                                     |
| 14-7-2023                                                               | Krško                                                                   | Slovenia                                                                | 0 – 3                                                                   | Serbia                                                                  | Amichevole                                                              | -                                                                       | 57’                                                                     |
| 22-9-2023                                                               | Krško                                                                   | Slovenia                                                                | 0 – 2                                                                   | Rep. Ceca                                                               | UEFA Women's Nations League 2023-2024                                   | -                                                                       |                                                                         |
| 26-9-2023                                                               | Zenica                                                                  | Bosnia ed Erzegovina                                                    | 1 – 1                                                                   | Slovenia                                                                | UEFA Women's Nations League 2023-2024                                   | -                                                                       | 92’                                                                     |
| 27-10-2023                                                              | Budapest                                                                | Bielorussia                                                             | 1 – 1                                                                   | Slovenia                                                                | UEFA Women's Nations League 2023-2024                                   | -                                                                       | 73’ 86’                                                                 |
| 24-2-2024                                                               | San Pedro del Pinatar                                                   | Slovenia                                                                | 0 – 1                                                                   | Finlandia                                                               | Pinatar Cup 2024                                                        | -                                                                       | 46’                                                                     |
| 27-2-2024                                                               | San Pedro del Pinatar                                                   | Filippine                                                               | 0 – 1                                                                   | Slovenia                                                                | Pinatar Cup 2024                                                        | -                                                                       | 80’                                                                     |
| 31-5-2024                                                               | Murska Sobota                                                           | Slovenia                                                                | 6 – 0                                                                   | Lettonia                                                                | Qual. Euro 2025                                                         | -                                                                       | 79’                                                                     |
| 12-07-2024                                                              | Chișinău                                                                | Moldavia                                                                | 0 – 5                                                                   | Slovenia                                                                | Qual. Euro 2025                                                         | 1                                                                       | 74’                                                                     |
| 16-07-2024                                                              | Kidričevo                                                               | Slovenia                                                                | 4 – 0                                                                   | Macedonia del Nord                                                      | Qual. Euro 2025                                                         | -                                                                       | 46’                                                                     |
| 25-10-2024                                                              | Capodistria                                                             | Slovenia                                                                | 0 – 3                                                                   | Austria                                                                 | Qual. Euro 2025                                                         | -                                                                       | 77’                                                                     |
| 21-2-2025                                                               | Candia                                                                  | Grecia                                                                  | 1 – 2                                                                   | Slovenia                                                                | UEFA Women's Nations League 2025                                        | 1                                                                       | 77’                                                                     |
| 25-2-2025                                                               | Capodistria                                                             | Slovenia                                                                | 4 – 0                                                                   | Irlanda                                                                 | UEFA Women's Nations League 2025                                        | 1                                                                       | 62’                                                                     |
| 4-4-2025                                                                | Lubiana                                                                 | Slovenia                                                                | 3 – 0                                                                   | Turchia                                                                 | UEFA Women's Nations League 2025                                        | 1                                                                       | 72’                                                                     |
| 8-4-2025                                                                | Sivas                                                                   | Turchia                                                                 | 0 – 1                                                                   | Slovenia                                                                | UEFA Women's Nations League 2025                                        | 1                                                                       | 74’                                                                     |
| 30-5-2025                                                               | Lubiana                                                                 | Slovenia                                                                | 2 – 0                                                                   | Grecia                                                                  | UEFA Women's Nations League 2025                                        | 1                                                                       | 78’                                                                     |
| Totale                                                                  |                                                                         | Presenze                                                                | 18                                                                      |                                                                         | Reti                                                                    | 8                                                                       |                                                                         |

## Palmarès

### Club

#### Competizioni giovanili
- Campionato Primavera: 1

Roma: 2022-2023

#### Competizioni nazionali
- Supercoppa italiana: 1

Roma: 2022
- Campionato italiano: 2

Roma: 2022-2023, 2023-2024
- Coppa Italia: 1

Roma: 2023-2024

### Individuali
- Trofeo Promesa: 1

2023